# Полуколонна
Полуколонна — колонна, обычно полукруглая в плане, выступающая из плоскости стены на половину своего диаметра (однако обычно выступ несколько больше). Полуколонны с выступами более чем на ¾ диаметра часто встречаются в мебели. Конструктивно полуколонна — контрфорс, увеличивающий устойчивость сооружения. Декоративно — элемент, применяемый для достижения лучшего оптического эффекта.
В истории архитектуры Средних веков и Нового времени полуколонны часто называют пилястрами.